# Resolutie 1635 Veiligheidsraad Verenigde Naties
Resolutie 1635 van de Veiligheidsraad van de Verenigde Naties werd unaniem door de
VN-Veiligheidsraad aangenomen op 28 oktober 2005 en
verlengde de vredesmacht in de Democratische Republiek Congo met elf maanden en autoriseerde
een versterking met 300 manschappen.

## Achtergrond
In 1994 braken in de Democratische Republiek Congo etnische onlusten uit die onder meer
werden veroorzaakt door de vluchtelingenstroom uit de buurlanden Rwanda en Burundi.
In 1997 beëindigden rebellen de lange dictatuur van Mobutu en werd
Kabila de nieuwe president.
In 1998 escaleerde de burgeroorlog toen andere rebellen Kabila probeerden te verjagen. Zij zagen zich
gesteund door Rwanda en Oeganda.
Toen hij in 2001 omkwam bij een mislukte staatsgreep werd hij opgevolgd door zijn zoon.
Onder buitenlandse druk werd afgesproken verkiezingen te houden die plaatsvonden in 2006 en gewonnen
werden door Kabila.
Intussen zijn nog steeds rebellen actief in het oosten van Congo en blijft de situatie er gespannen.

## Inhoud

### Waarnemingen
Om de vrede in de Democratische Republiek Congo te herstellen, nationale verzoening te
bereiken en voor orde te zorgen moesten verkiezingen worden gehouden. De inspanningen
van de overgangsregering voor goed bestuur en transparant economisch beleid werden verwelkomd. Het geweld
door milities en buitenlandse gewapende groepen in het oosten van het land en de bedreiging die zij
vormden voor de verkiezingen bleven echter zorgen voor ernstige ongerustheid.

### Handelingen
Het mandaat van de MONUC-vredesmacht in Congo werd verlengd tot 30 september 2006. Ook
autoriseerde de Veiligheidsraad dat de macht met 300 manschappen werd versterkt. Deze bijkomende troepen
waren slechts tijdelijk en moesten tegen 1 juli 2006 weer worden teruggetrokken.
De Congolese autoriteiten werden opgeroepen te zorgen voor eerlijke, vrije en vreedzame verkiezingen, dat
leger en politie werden hervormd en te zorgen dat deze laatsten betaald en logistiek ondersteund werden.

## Verwante resoluties
- Resolutie 1621 Veiligheidsraad Verenigde Naties
- Resolutie 1628 Veiligheidsraad Verenigde Naties
- Resolutie 1649 Veiligheidsraad Verenigde Naties
- Resolutie 1654 Veiligheidsraad Verenigde Naties (2006)

Lijst ·  1581 ·  1582 ·  1583 ·  1584 ·  1585 ·  1586 ·  1587 ·  1588 ·  1589 ·  1590 ·  1591 ·  1592 ·  1593 ·  1594 ·  1595 ·  1596 ·  1597 ·  1598 ·  1599 ·  1600 ·  1601 ·  1602 ·  1603 ·  1604 ·  1605 ·  1606 ·  1607 ·  1608 ·  1609 ·  1610 ·  1611 ·  1612 ·  1613 ·  1614 ·  1615 ·  1616 ·  1617 ·  1618 ·  1619 ·  1620 ·  1621 ·  1622 ·  1623 ·  1624 ·  1625 ·  1626 ·  1627 ·  1628 ·  1629 ·  1630 ·  1631 ·  1632 ·  1633 ·  1634 ·  1635 ·  1636 ·  1637 ·  1638 ·  1639 ·  1640 ·  1641 ·  1642 ·  1643 ·  1644 ·  1645 ·  1646 ·  1647 ·  1648 ·  1649 ·  1650 ·  1651